# 摘瘤爺爺
《摘瘤爺爺》（こぶとりじいさん、こぶ取り爺（こぶとりじじい））是一則著名的日本童話故事。世界上也有很多類似的故事。
主旨在說老人被鬼以換取物品的方式把臉頰上的瘤給摘掉的故事。一般故事以兩個老翁連夜參加鬼宴的形式為主，民間故事常有各種類型，故事也各式各樣。故事被收錄在鎌倉時代的童話故事集《宇治拾遺物語》裡「摘瘤爺爺（鬼把瘤給摘掉的故事）」。結論是「羨慕別人是不會有好的下場的」。

## 故事

### 典型故事
動畫電視節目以「漫畫日本傳說」介紹故事為例，最典型的是「沒有慾望的人可以得到利益，而貪婪的人卻會得到報應」。故事簡介如下。
- 很久很久以前，某地住者兩戶人家，其中一戶住者右臉頰上長著大瘤的老爺爺，而另一戶住者左臉頰上長著大瘤的老爺爺，兩個人都為臉上長的大瘤所苦惱，不過長在右臉頰上的老爺爺很好心，時常笑臉迎人，而長在左臉頰上的老爺爺很壞心，時常擺張臭臉。某一個夜晚，在外面休息而睡過頭的好心爺爺，正好碰見鬼正在舉辦宴會，他被鬼邀請來參加，並給予食物和酒款待，在興風之餘好心爺爺就跳起舞來，讓宴會中的鬼們個個都很開心而，隔天晚上也被叫好來跳舞也讓鬼們都很開心，之後鬼的首領就對好心爺爺提議說如果明天再來，將會要他身上的一件物品，結果來了卻是被鬼的首領看中好心爺爺臉上的瘤，就「砰」的一聲把好心爺爺右臉上的大瘤被給摘下來了，好心爺爺臉上不但沒有留下任何傷痕，而且還獲得一些禮物，讓他非常高興。
- 隔壁的壞心爺爺，聽聞了這樣的事情，也盤算著要像好心爺爺一樣，被鬼摘瘤，得到些好處，因此就出門到鬼將會舉行宴會的地方睡到晚上，當然他也參加鬼所舉辦的宴會。隔壁的老爺爺也跳起舞來，不過卻不讓那些鬼討喜，反而讓鬼們個個感到無聊，最後鬼的首領看到生氣而無法忍受，他就把之前從好心爺爺那裡取下的瘤給「砰」的一聲貼到了壞心爺爺的右臉頰上。
- 結果好心爺爺臉上沒有瘤變的舒服多了，而壞心爺爺因為有著兩個沉重的大瘤而感到很難堪。

### 變形故事
關於變形，有發展出以下的版本來：
- 隔壁的老爺爺跳舞跳的好。（傳到阿波國。採用太宰治小說「御伽草紙」的一篇「摘瘤」。在世界文化社《故鄉的民間故事》也被採用這種說法）
- 隔壁的老爺爺臉上沒長瘤。（被越後國採用。沒有瘤的隔壁的老爺爺，參加宴會的目的是鬼的寶物。「日本傳說百選」等有收錄這種說法）
- 鬼說「老爺爺，昨天摘了瘤，現在還有瘤，是不是很難受」如果你再跳一次有趣的舞，我就幫你把瘤給拿掉。因此隔壁的老爺爺感到很高興就和鬼一起無望我的跳舞到早上。（在《傳說十二月》）
- 只有一個老爺爺登場的故事。（關東的口傳故事）
- 不是比跳舞而比釣魚。（流行於九州）
- 最初的老爺爺，瘤被摘走後又被安了回去。（傳到歐洲）
- 好爺爺與壞爺爺的姓氏都是漢姓，好爺爺照顧受到兩顆瘤痛苦的壞爺爺，壞爺爺吃了好爺爺的饅頭臉上的兩顆瘤就脫落，壞爺爺改過自新跟好爺爺一起工作。（台灣）

### 格林童話
還有，格林童話裡也有收入類似的故事，像是「小人的禮物」，不過在那第一個老爺爺（或是工匠）臉上沒有瘤。

### 起源・相似的故事
（以不可以羨慕他人）為此訓言，以同樣形式故事出現在《宇治拾遺物語》第三話可以看的到，不過以這個故事為出發點是非常危險的。日本1623年（元和元年）成立的《醒睡笑》卷1與卷6前半部和後半部分開的故事的主旨卻不大一樣。當時〈被鬼摘瘤〉的奇聞故事以廣為世間流傳，在那個故事裡多少加油添醋了一些在裡面。這個故事在世界上可說是家喻戶曉的流傳非常鬼，東方人臉上的瘤，西方人背上的瘤。一起來跳舞的歌詞非常的有趣，也很巧妙摘瘤的故事也很多（一個兩個三個四個），以那個致富的古老形式的故事非常的多。

## 解讀
這個故事的主題地點是鬼在山雨的廟或是祠堂附近飲酒和跳舞，這是山伏（修驗道的行者）進行延年的舞蹈（出峰蓮華會的延年）。
還有代替鬼出現的天狗的故事，山神、山神的守護者就會以山伏與天狗被合為一體的方式出現。從前臉上擁有大瘤與肉瘤的老人非常多，貧民無法動手術，所以就找進入山區的山伏來幫助村人、信徒們被以金剛杖鞭打就能使病治癒，這個摘瘤也是宗教的法術。摘瘤就能把厄運消失的法術，是以進入山區的累積經驗的山伏所發揮修行的能力，所以摘瘤爺爺裡（鬼）的角色其實是山伏的延年與法術能力。
山伏的能力可以操縱生死，他們相信以那個力量可以把病治好並把瘤給摘下來。從山下來訪神的人可以把不幸和災難給消除掉，就像是山伏一樣，在山伏進入山區，用神力把打算治好病的人給集中，在那之中有長著瘤・肉瘤的老人，在山伏結合咒語和法術的超渡下，已用不留痕跡的方式把瘤摘取下來了，同樣的在《宇治拾遺物語》的故事中有了變化。
樵夫爺爺因為下雨遇見而進入山神的神木的大樹的洞，這個樹之前是鬼會出現與山伏的延年被說明其關聯性。鬼表示山神，山神有時候是以靈體的方式出現，因此這個洞有鬼的靈魂出現，印象中古代那裡是墳墓的所在地，意味著古代那有的橫穴洞窟葬的習俗。
出現在老爺爺面前的鬼，在山中為了躲避淋雨而進入寺廟和大樹的洞睡覺的部份，民間傳說在「化物寺」廢寺裡停留而遇到妖怪這一段也相似，故事中的妖怪寺廟的故事是跳舞和唱歌就可以摘瘤的故事，之後就演變成摘瘤爺爺的歌。那個鬼「獨眼」與「無口怪」等100多人在「百鬼夜行」裡表示總稱為一群鬼，也還有相信鬼是山神帶來的眷屬，那個眷屬是山神的子孫的靈魂，所以成為百鬼夜行中的一群鬼，故事中的大王，鬼的首領是山神的化身。

## 古典看「瘤」
在宇治拾遺物語的「摘瘤爺爺」，老爺爺是「免費看眼睛並順便看這個瘤的食客」。也就是說「眼和鼻就可以摘取，不過對於自己的瘤比較重要，很想要把那個給摘掉」而懇求著。相對的，對於鬼們「也可以向他們拿取任何東西」。「這個得來不易的東西（有了就是福氣），那就摘取吧！」有這樣的意思在，一般認為其他，恐怖的想法是在鬼的魔力者等等，朝另一個角度想想，也是則幽默的故事。
還有，在太宰治的「摘瘤」，對於喜好喝酒而孤獨的爺爺們「瘤」就像孫子一樣被疼愛，被描寫成就像是在孤獨中尋求慰藉一樣。

## 以醫療觀點來看摘瘤爺爺
摘瘤爺爺被描繪的「瘤」是腮腺的多形成線腫。這是良性腫瘤，如果它變大並不會有影響，但如果是線癌等等的惡性腫瘤，如果它變大所帶來的影響就是很快的會轉移到其他的內臟器官。

## 其他
- 這個故事被廣為人知，也存在一些模仿作品。夏目房之介在「故事學」這裡有寫道「在那裡的，肥胖爺爺（小太りのじいさん）【日語音同摘瘤爺爺】。結束」
- 廣幸也在《傳說的背面》，「摘瘤爺爺」或「肥胖爺爺」在年輕女性們的話題裡登場。茶餘飯後的話，「那個還真奇怪。聽說老爺爺臉上的瘤，聽說是鬼摘下來的，所以給予摘瘤爺爺正面的評價」也有反面的評價。
- 廣播體操的作曲者服部正為人所知，學校裡的樂曲以「戲劇娛樂 摘瘤爺爺」作曲。
- 電視動畫贊德人第16話是「摘瘤爺爺 贊德人」，擔任摘瘤爺爺的配音員是肝付兼太。
- 長嶋有的隨筆中，也有說這很棒的故事。
- 櫻桃小丸子的「小丸子的校慶演出」之卷裡，小丸子演出「摘瘤爺爺」裡的隔壁的老爺爺，而關口演出最初的老爺爺。

## 相關項目
- 宇治拾遺物語
- 鬼
- 佛跳墙 (电影)

## 外部連結
- （日語）宇治拾遺物語 巻1 （页面存档备份，存于）（國史大系版文本）
- （日語）摘榴爺爺 Digital EHON site （页面存档备份，存于）